# Соуза, Паулу
Паулу Мануэл Карвалью Соуза (порт. Paulo Manuel Carvalho Sousa; род. 30 августа 1970, Визеу) — португальский футболист и тренер. Главный тренер эмиратского клуба «Шабаб Аль-Ахли».

## Карьера

### Клубная
Паулу Соуза начал карьеру в клубе «Бенфика», уже во втором своём сезоне Соуза выиграл чемпионат и Кубок Португалии. В команде Соуза играл со своими партнёрами по португальской сборной Руй Коштой, Паулу Футре и Жуан Пинту. В 1993 году в матче с клубом «Боавишта» голкипер «Бенфики» за «фол последней надежды» был удалён с поля, а клуб уже сделал все три замены, после чего Соуза встал в ворота, и хотя пропустил мяч с пенальти, который стал результатом действий удалённого голкипера, всё же несколько раз спас команду, которая вырвала в этом матче победу 3:2. По окончании этого сезона Паулу Соуза вместе с партнёром по команде Антониу Пашеку перешёл в клуб «Спортинг» (Лиссабон), в котором он играл с Луишем Фигу и Красимиром Балаковым.
После одного сезона в «Спортинге» Паулу Соуза уехал в Италию в «Ювентус», с которым Соуза выиграл в сезоне 1994/95 чемпионат и Кубок Италии, сделав победный дубль. А в следующем сезоне клуб выиграл Суперкубок Италии и одержал победу в финале Лиги чемпионов, где итальянцы сыграли вничью 1:1 в основное время, а в серии пенальти победили 4:2. Правда, Паулу Соуза уже был к тому моменту заменён, его сменил Анджело Ди Ливио на 57-й минуте матча. В чемпионате Италии клуб стал лишь вторым.
В 1996 году Паулу Соуза перешёл в немецкий клуб «Боруссия» (Дортмунд), с которым он повторил успех годичной давности, выиграв в финале у своего бывшего клуба «Ювентуса» 3:1, а сам Соуза провёл на поле всю игру. Правда, дортмундский период карьеры Соузы был омрачён тяжёлыми травмами игрока, из-за которых он провёл на поле в первом сезона 11 матчей в чемпионате, а во втором — 16. В середине сезона за 7,6 млн евро Паулу Соуза был продан миланскому «Интеру», за который провёл около года. В январе 2000 года Паулу Соуза перешёл в «Парму», где большую часть матчей провёл на скамье запасных, затем около шести месяцев был без клуба, пока не перешёл в «Панатинаикос», где также довольствовался ролью запасного игрока. Последним клубом для Паулу Соузы стал «Эспаньол», в котором он не смог выйти на прежний уровень игры и завершил свою карьеру.

### Международная
Паулу Соуза был из того «золотого» поколения португальских игроков, которые выиграли молодёжные чемпионаты мира 1989 и 1991 годов, в финале 1991 года Португалия победила сборную Бразилии, несколько игроков из состава которой будут играть на следующих, уже взрослых, чемпионатах мира. За первую сборную Португалии Паулу Соуза дебютировал 16 января 1991 года в товарищеской игре со сборной Испании, которая завершилась вничью 1:1. Соуза был участником двух чемпионатов Европы и одного чемпионата мира, на котором, правда, на поле не выходил. Свой последний матч в составе национальной команды Паулу Соуза провёл в товарищеской игре против сборной Китая в 2002 году.

### Тренерская
Свою тренерскую карьеру Паулу Соуза начал с роли помощника в сборной Португалии возраста до 15 лет. С июля 2007 года по ноябрь 2008 года Паулу Соуза был помощником Луиса Филипе Сколари и Карлуша Кейроша в первой сборной Португалии. 19 ноября 2008 года Паулу Соуза возглавил английский клуб чемпионата Футбольной лиги «Куинз Парк Рейнджерс», однако уже 9 апреля 2009 года он был уволен из-за разглашения информации о готовящемся переходе Декстера Блэкстока в «Ноттингем Форест» на правах аренды 23 июня 2009 года Соуза получил пост главного тренера «Суонси Сити». Однако он не смог попасть в плей-офф Чемпионшипа и 5 июля 2010 года покинул тренерский штаб команды.
7 июля 2010 года Паулу Соуза официально возглавил «Лестер Сити», однако уже 1 октября 2010 года после неудачного старта в сезоне 2010/11 со своей должности был уволен. После этого на протяжении двух сезонов Соуза возглавлял венгерский «Видеотон».
12 июня 2013 года назначен главным тренером израильского «Маккаби», с которым стал чемпионом страны. 28 мая 2014 года Соуза назначен на пост главного тренера швейцарского «Базеля». Со швейцарской командой Соуза также сумел выиграть чемпионат, однако в 17 июня 2015 года расторг контракт с «Базелем» по обоюдному согласию.
21 июня 2015 года стал главным тренером «Фиорентины». 6 июня 2017 года «Фиорентина» объявила о назначении главным тренером команды Стефано Пиоли.
6 ноября 2017 года португалец возглавил «Тяньцзинь Цюаньцзянь», с которым до его прихода работал Фабио Каннаваро.
21 января 2021 года возглавил национальную команду Польши. 29 декабря 2021 года досрочно расторг контракт с ПФС, за что Соуза выплатит денежную компенсацию.
29 декабря 2021 года назначен главным тренером бразильского «Фламенго». Контракт подписан на 2 года. 9 июня 2022 года, через день после выездного матча 10-го тура Серии A 2022 против «Ред Булл Брагантино», проигранного 0:1, покинул свой пост.

## Достижения

### В качестве игрока
Бенфика
- Чемпион Португалии: 1991
- Обладатель Кубка Португалии: 1993

Ювентус
- Чемпион Италии: 1995
- Обладатель Кубка Италии: 1995
- Обладатель Суперкубка Италии: 1995
- Победитель Лиги чемпионов УЕФА: 1996

Боруссия Дортмунд
- Обладатель Лиги чемпионов УЕФА: 1997
- Обладатель Межконтинентального кубка: 1997

### В качестве тренера
Видеотон
- Обладатель Кубка венгерской лиги: 2011/12
- Обладатель Суперкубка Венгрии: 2011, 2012

Маккаби (Тель-Авив)
- Чемпион Израиля: 2013/14

Базель
- Чемпион Швейцарии: 2014/15

### Личные
- Футболист года в Италии по версии Guerin Sportivo: 1995